# Carl Lobedanz
Karl (Carl) Christian Lobedanz (født 7. marts 1907 Rendsborg, død 23. marts 1987 i København) var en dansk autodidakt billedhugger.
Carl Lobedanz' foretrukne materiale var træ, men har også udført skulpturer i både brændt ler, sandsten og bronze. Han arbejdede selv efter han blev ramt af blindhed i 1973. De senere arbejder er stærkt forenklede, og nærmer sig det nonfigurative.
Af kendte værker kan nævnes Bjørnen udført i bronze og opstillet i 1956 på Filtenborg Plads i, Aarhus.
Han er begravet på Bispebjerg Kirkegård.

## Hæder
- 1950, Oscar Carlsons Præmie
- 1957, Kunstmaler H.C. Koefoed og Søster Caroline Kofoeds Legat til Fordel for trængende Kunstnere og deres Enker
- 1959, Schultz
- 1960, Dronning Alexandras legat
- 1962, 1966, Akademiet
- 1966-71, Statens Kunstfond
- 1972, Henry Heerups Legat